# Neochen barbadiana
Neochen barbadiana (каргарка барбадоська) — вимерлий вид гусеподібних птахів родини качкових (Anatidae). Був описаний у 1965 році за викопними рештками, знайденими поблизу маяка Реггед-Пойнт на острові Барбадос.